# Festmusik
Als Festmusik wurde in der klassischen Musikkultur ein feierliches Musikstück bezeichnet, dessen Komposition von einem Herrscher oder Adeligen aus Anlass einer Krönung oder Eheschließung, eines Jubiläums oder eines sonstigen Festes in Auftrag gegeben wurde.
Viele dieser Kompositionen tragen daher die Bezeichnung Festmusik auch im Namen, zum Beispiel von
- Johann Sebastian Bach
  - Festmusik für den Rat der Stadt Leipzig BWV 216a
  - Festmusik für Adelige und Bürger BWV 30a, BWV 210a, BWV 210, BWV 211, BWV 212
  - Festmusik für Sachsen-Weimar, Sachsen-Weißenfels und Anhalt-Köthen BWV 36a-197
  - Festmusik für Kursachsen BWV 193a, 205a–BWV 215, 249a usw.
  - Festmusik für Anhalt-Zerbst Anh. 194
  - Festmusik für die Leipziger Universität BWV 36b/c, 198–207
  - Festmusik für die Leipziger Thomasschule BWV 193b
- Giovanni Rovetta, Festmusik zur Geburt des französ. Thronfolgers Louis XIV
- Johann Friedrich Naue
  - Festmusik zum 3.August 1814 für Soli, 4-stimmigen Chor und Orchester (1814)
  - Triumphmarsch für Chor und Harmoniemusik (Empfang der preußischen Kronprinzessin Elise, 1823)
  - Festmusik zur Geburtstagsfeyer des Königs am 2.August 1824 (1824)
  - Festmusik zur Orgelweihe in der Ulrichskirche (mit dem Choral Anbetung, Ruhm und Ehre) (1826)
- Werner Egk, Olympische Festmusik (Preis für Orchestermusik)
- Raketensinfonie von Orlando Gough zur Eröffnung von Linz 2009 – Kulturhauptstadt Europas

Eine vielgebrauchte Unterform der Festmusik bilden in der Kantatenform gehaltene Festmusiken. Beispiele dafür sind:
- Michael Haydn: Herrenchiemseer Festkantate (1797)
- Felix Mendelssohn Bartholdy: Festgesang zum Gutenbergfest (1840), Festgesang an die Künstler, op. 68 (1846)
- Richard Wagner: Der Tag erscheint (1843)
- Karl Ludwig Drobisch: Festkantate zum Hohen Friedensfest (1847)
- Anton Bruckner: Festkantate zur Grundsteinlegung des Neuen Doms in Linz (1862)
- Franz Liszt: Festgesang (1858), Carl August weilt mit uns (1875)
- Georg Wilhelm Rauchenecker: Festgesang (1877)
- Hans Huber: Kantate zum Jubiläum der Universität Basel (1910)
- Benjamin Britten: Cantata Academica, op. 62 (1959)